# Аргентински пас
Аргентински пас (шп. dogo argentino)је велики, бели, мишићави пас из Аргентине. Узгајан је првенствено за лов на велику дивљач попут дивљих вепрова. Упркос својој огромној снази и ловачким способностима, генерално је срећне нарави и веома је одан својој људској породици.

## Основно
- Мужјак
  - Висина од 60 до 68 цм
  - Тежина од 40 до 45
- Женка
  - Висина од 60 до 65 цм
  - Тежина од 35 до 40

## Историја
Проф. др Антонио Норес Мартинез, који се бавио селекцијом пасмина, сматра се творцем аргентинског пса. Циљ му је био да створи пасмину за лов на велику дивљач, али и да је способан да буде одан љубимац и пас чувар. Као основу изабрао је локалну расу, сада већ изумрлог, кордобског пса.
Затим је ту расу укрштао са немачком догом, боксером, шпанским мастифом, енглеским булдогом, бул теријером, пиринејским мастифом, енглески поинтером, ирским вучјим хртом и бордошком догом. Норес Мартинез је наставио да развија расу кроз селективно укрштање како би добио жељене особине.
Године 1970. др Раул Зебалос доводи првих шест примерака аргентинске доге у САД.

## Карактеристике пса

### Нарав
Аргентински пас је одличан чувар куће. Поред тога, одан је породици, несташан и раздраган. Добар је са децом, веома интелигентан. Хода тихо али самоуверено, промишљено, увек је спреман да реагује, а покретима одаје своју веселу нарав. Потребна му је рана социјализација са другим животињама.
Ова пасмина није за свакога. Са правим власницима и доминантнији аргентински пси могу бити субмисивни према људима и другим животињама. Овој пасмини је потребна особа која зна како исказати вођство: стабилност, самоувереност и доследност. Потребно је овој раси предочити правила која се морају поштовати, као и границе које се не смеју прећи. Циљ дресуре је да власник достигне статус вође чопора, јер је за пса природно да постоји поредак у његовом чопору. Када људи живе са псом, постају његов чопор, који функционише под једним вођом, а границе су јасно дефинисане. Власник и сви остали људи, у том поретку, морају бити изнад пса. Само тако овај однос може успети. Када пса ове расе ставите под вођство меког или пасивног власника, проблеми се могу јавити јер пас осећа да треба да "спаси свој чопор" и да преузме вођство.

### Општи изглед
Изгледа као типичан молос, мезоморфан, складних пропорција које га не дефинишу као огромног пса. Његов изглед је складан и енергичан захваљујући снажној мускулатури која се истиче због чврсте и еластичне коже, припијене уз тело са не толиком лабавим поткожним ткивом.
Длака му је свуда једнака, кратка, равна, глатка на додир, просечне дужине од 1.5 до 2 цм. Густина и дебљина длаке варира у зависности од климе. Тропска клима чини длаку ретком и танком, док у хладном климатском поднебљу длака је гушћа и може имати и слој подлаке. Овај пас је у потпуности бео, мада се може јавити црна туфна на пределу главе.
Лобања
Лобања аргентинског пса је масивна, конвексна, у смеру напред ка назад и бочно, као и посматрана одозго, на основу мишића за жвакање и мишића потиљка. Носник је исте дужине као и лобањски део, што значи да је замишљена линија која спаја унутрашње очне углове једнако удаљена од потиљне кврге и врха носне печурке.
Очи
Аргентински пас има очи које су тамне боје лешника, са ивицама капака које су црне или светле, растојањем очију које мора да буде велико, погледом који је живахан и интелигентан, али у исто време тврд и чврст.
Уста
Добро прилагођена уста, без прогнације, са добро и јако усађеним великим зубима.
Нос
Црно пигментаст нос, на крају лако подигнут, ноздрве су добро отворене.
Уши
Добро постављене уши, полу подигнуте, троугластог облика.
Потиљна кост
Кост потиљка не сме да штрчи напоље, већ га јаки мишићи потиљка морају потпуно прекрити.
Врат
Врат је јак, заобљен, добро обликован, са дебелом кожом грла, фатална као код мастифа, бордошке доге и булдога, опуштена, не затегнута као код бултеријера.
Груди
Аргентински пас има широке и дубоке груди, са много места за масивна плућа. Однапред гледано, дубина груди мора бити до лактова. Рамена су висока, врло јака, са јасно мишићавим рељефом. Грудни кош је широк, бочно гледано — штрчи код доње ивице изнад лактова. Горња линија је виша код рамена и благо се спушта ка слабинама и шапама.
Ноге
Предње ноге су равне, потпуно паралелне, са кратким прстима који леже један поред другог. Слабински део је прекривен мускулатуром. Задње ноге су јаке, натколеница са јаким мишићима, са кратком потколеницом и добро затвореним шапама, без одстојећих прстију. Реп је дугачак и јак, али не иде изнад скочног зглоба. Нормално ношен, у афекту је и стално се бочно помера.
Длака
Кратка и густа, не сме имати никакву мрљу.
Дисквалификационе мане
Светлоплаве очи или очи других боја, немост, флеке на длаци, бео или јако флекав нос, предгриз или подгриз, висеће усне (у великој мери), хртовска глава, дуге некупиране уши, висина испод 40 цм, те свака физичка диспропорција.
Данас је у великом броју земаља купирање ушију забрањено законом, па се некупиране уши више не узимају као дисквалификациона мана.

## Нега и здравље
Потребно им је недељно четкање, као и повремено купање. Такође, треба обратити пажњу на нокте, јер брзо расте те се морају често сећи. Пас се може држати у стану ако се довољно тренира и има свој простор где може истрошити енергију. Такође, може се држати и у дворишту, али уколико напољу температура падне испод нуле, треба га увести унутра. Највише му пријају дуге шетње или џогирање. Поред ниских температура, треба обратити пажњу и на изложеност сунцу. Псу се могу појавити опекотине ако је константно изложен сунцу.
Ова раса је генерално здрава, али немали број припадника ове пасмине пати од дисплазије кукова. Поред тога, глувоћа је један од главних здравствених проблема ове расе, јер око 10% аргентинских паса је глуво на једно или оба ува. У питању је здравствени проблем који се јавља код паса углавном беле боје (далматинци, боксери, бул теријери). Због тога је неопходно пронаћи узгајивача који ће својим штенцима обавити БАЕР тест како би проценио слух. Проблеми са кожом се могу јавити код ове расе.
Животни век ове рас је од 12 до 14 година.